# 青塔胡同
39°55′35″N 116°21′28″E / 39.9264667°N 116.35785°E

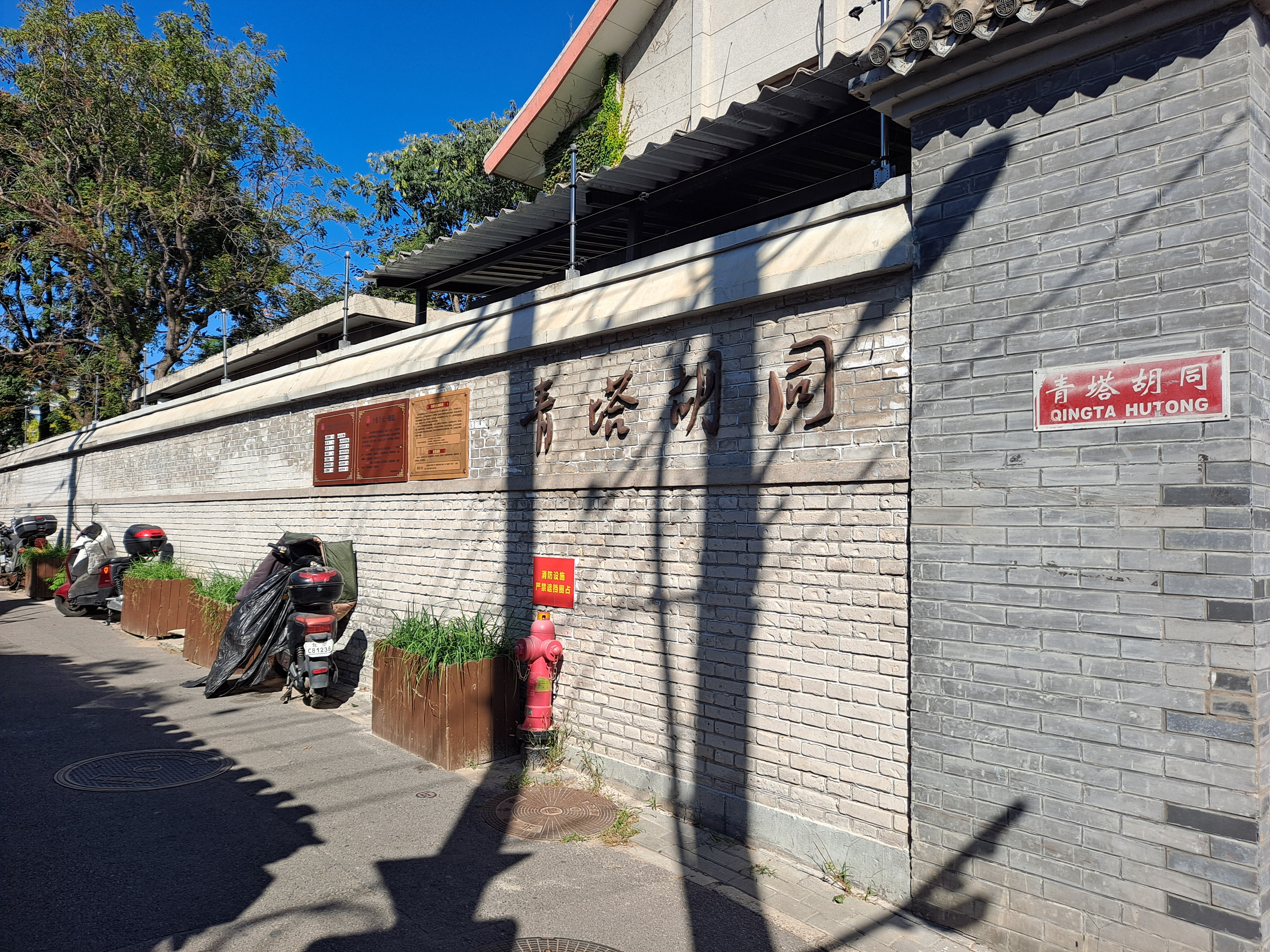
青塔胡同

青塔胡同，原名青塔寺胡同，是位于中国北京市西城区中部的一条胡同。

## 简介
青塔胡同北起西弓匠胡同，南到宫门口二条，南北走向。《春明梦余录》载：白塔寺“附近有黑塔寺，青塔寺，然寺存而无塔。”《日下旧闻考》载：“黑塔寺在南小街冰窑胡同，青塔寺在阜成门四条胡同。相距里许，皆无塔，亦皆无寺额，独各有碑可考耳。”《日下旧闻考》对两寺的记载如下：
原：附近有黒塔寺、青塔寺，然寺存而无塔。（《春明梦余录》）
原：弘庆寺，在顺天府西，旧名黑塔寺，正统元年改建。（《明一统志》）臣等谨按：黒塔寺在南小街冰窖胡衕，青塔寺在阜成门四条胡衕，相距里许，皆无塔，亦皆无寺额，独各有碑可考耳。
增：张益《弘庆寺碑略》
都城阜成门内朝天宫白塔之西有寺曰黒塔者，建自前代，废圯已久。正统丁巳，住持一清募资修造，经始于是年之春，落成于癸亥之秋。为佛殿者一，天王殿者一，前辟山门，后开方丈，伽蓝、斋堂、厨库在其左，祖师、禅堂在其右。请额于朝，赐额为弘庆禅寺。正统十四年夏四月立。
増：胡濙《弘庆寺碑略》
弘庆寺在朝天宫右，旧曰黒塔寺。正统二年，成国公朱勇、修武伯沈清新之。正统八年，奏请赐额曰弘庆。正统十四年立。
臣等谨按：草场口有万佛寺，俗亦呼黒塔寺，其胡衕亦以黒塔寺名。寺无塔，亦无碑碣可考，不知何以沿其称也。
増：蒋冕《青塔寺碑略》
都城西北隅旧有寺曰青塔，古刹也。创始无传，宣德间，僧慧灯募修之。正德八年六月立。（《五城寺院册》）
增：张一桂《重修青塔寺碑略》
青塔寺者，即胜国时勅建大永福寺也。寺在都城阜成门内，故有青浮图，稍东为白塔禅寺，相距里许，俗称青塔寺。云寺创自延祐间。国朝天顺、成化中，尝再新之，迄今又且百禩矣，殿宇仅存遗址，沙门佛宝毅然以兴复为己任，太监王喜等捐资助之，工始于隆庆壬申，讫于万历乙亥。万历三年重阳月立。（《五城寺院册》）

如今，青塔胡同内已无寺庙及碑刻留存，胡同两侧均为民居。